# Florence Augusta Merriam Bailey
Florence Augusta Merriam Bailey, född 8 augusti 1863 i Locust Grove, New York, död 22 september 1948 var en amerikansk ornitolog och naturboksförfattare. Hon räknas idag som en av de ledande ornitologerna och naturskildrarna i Nordamerika under början av 1900-talet.
Tidigt organiserade hon ett antal lokalavdelningar inom National Audubon Society och verkade som aktivist för fågelskydd. 1890 debuterade hon med boken Birds Through an Opera-Glass, som ofta kallas för världens första fälthandbok för fågelskådare. Hennes omfattande fältstudier i västra USA, ofta tillsammans med sin man Vernon Bailey, dokumenterades i flera böcker, där de mest framträdande är Handbook of Birds of the Western United States och The Birds of New Mexico. Utöver böcker skrev hon också artiklar för ledande fågel- och naturskyddstidskrifter i USA.

## Biografi

### Ungdomen och familjen
Merriam Bailey föddes den 8 augusti 1863 i Locust Grove, nära Leyden, New York. Hennes föräldrar var Clinton Levi Merriam, ledamot i representanthuset, och Caroline Hart Merriam. Hon var yngsta barnet i en syskonskara på fyra, med den äldsta brodern Clinton Hart (ofta kallad C. Hart för att skilja honom från fadern), systern Ella Gertrude (som dog innan Florence föddes) och brodern Charles Collins. Merriam Bailey växte upp i den tämligen förmögna familjens egendom, "Homewood", på en skogbeklädd kulle i anslutning till farföräldrarnas hem på Locust Grove. Hon och hennes äldste bror C. Hart, som var nästan åtta år äldre uppmuntrades att studera naturvetenskap och astronomi, och redan tidigt blev de båda syskonen intresserade av ornitologi. Merriam Baileys far var intresserad av vetenskapliga spörsmål och hade bland annat brevkontakt med naturforskaren John Muir efter att ha träffat honom i nationalparken Yosemite sommaren 1871. C. Hart skulle senare komma att få en framstående position inom naturvetenskapen och var bland annat med och grundade American Ornithologists' Union.
I sin ungdom var Merriam Baileys hälsa något bräcklig, vilket dock inte hindrade henne från att studerade på Mrs. Piatts privatskola i Utica, New York som förberedelse för college. 1882 skrevs hon in som specialstudent vid Smith College, för vilken hon 1886 fick ett certifikat, snarare än en examen. Hennes examen erkändes långt senare och hon mottog den först 1921. I sex månader, vintern 1893–1894, deltog hon också på föreläsningar vid Stanford University.
Familjen Merriam tillbringade ofta kallare vintrar i det mildare New York. Under ett påsklov träffade hon för första gången Ernest Thompson Seton som kom att utgöra en viktig tidig inspiration för hennes stora fågelintresse.

### Aktivism och fågelskydd

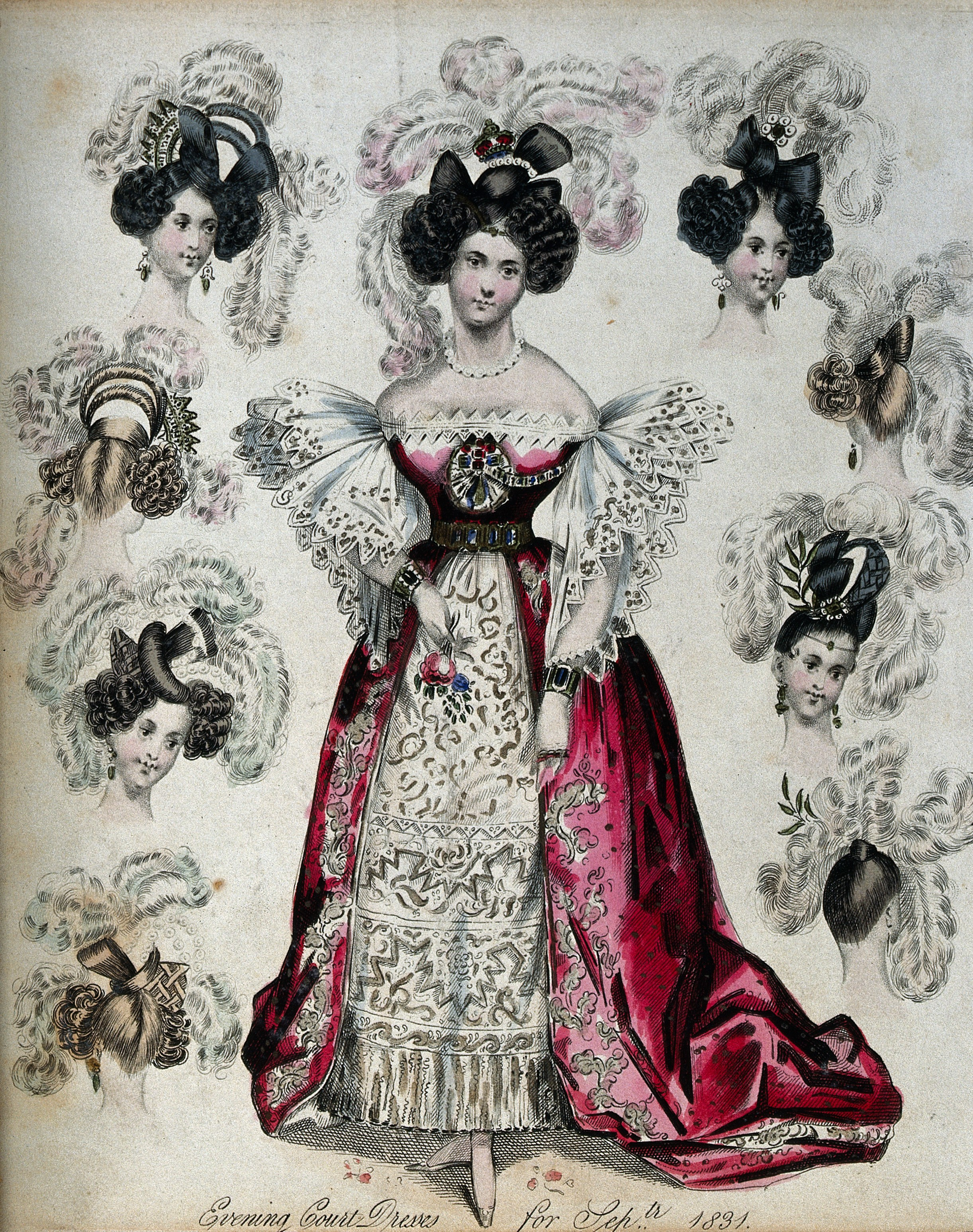
Modet på 1800-talet gjorde att efterfrågan på fjädrar och därmed jakten, ökade kraftigt. Slakten resulterade i att ett flertal fågelpopulationer runt om i världen, främst vita hägrar men även pelikaner och kungsfiskare, minskade drastiskt.

Vid tiden då Merriam Bailey blev intresserad av fåglar, baserades de flesta fågelstudier på samlingar och skinnlagda specimen, men hon var mer intresserad av att studera levande fåglar och deras beteende ute i fält. En fråga som engagerade Merriam Bailey vid den här tiden var modet bland kvinnor att bära hattar med fågelfjädrar. Fjäderhandeln ledde till att miljontals fåglar runt om i världen slaktades. 1885 skrev hon den första av flera debattartiklar som argumenterade mot bruket av fjädrar inom mode och mot handeln med fågelfjädrar. Hon försökte påverka sin omgivning att inte köpa fjäderprydda hattar och arbetade aktivistiskt med frågan vid Smith College. En metod var att få fler att intressera sig för fåglar. 1886 organiserade hon, tillsammans med den likasinnade George Bird Grinnell och klasskamraten Fannie Hardy, Smith College Audubon Society (SCAS), en lokalavdelning inom National Audubon Society. SCAS bjöd bland annat in ornitologen John Burroughs, en av USA:s då ledande naturskildrare, till ett besök och 1886 deltog han i den första av en serie fågelvandringar som blev mycket populära på skolan.
Efter att hon flyttat till Washington var Merriam Bailey 1897 med och grundade Audubon Societys avdelning i District of Columbia och året därpå började hon att leda dess klasser i grundläggande ornitologi. Under tiden arbetade hon även med American Ornithologists' Unions kommitté för fågelskydd.
Merriam Bailey var hängiven i sitt arbete med att få folk att förstå värdet av fåglar, och fortsatte att arbeta för deras skydd. Hennes, och andras ansträngningar resulterade i Lacey Act of 1900, en lag som förbjöd handel med vilda djur som jagats, transporterats eller sålts olagligt. Detta var ett första steg för att stoppa slakten och minska antalet dödade fåglar, särskilt bland sjöfåglar som pelikaner och doppingar. Så småningom, genom fler lagar, ändrat mode och fortsatt folkbildning, minskade handeln med fåglar och fågelfjädrar för hattdekorationer och kläder drastiskt.

### Fältornitologi

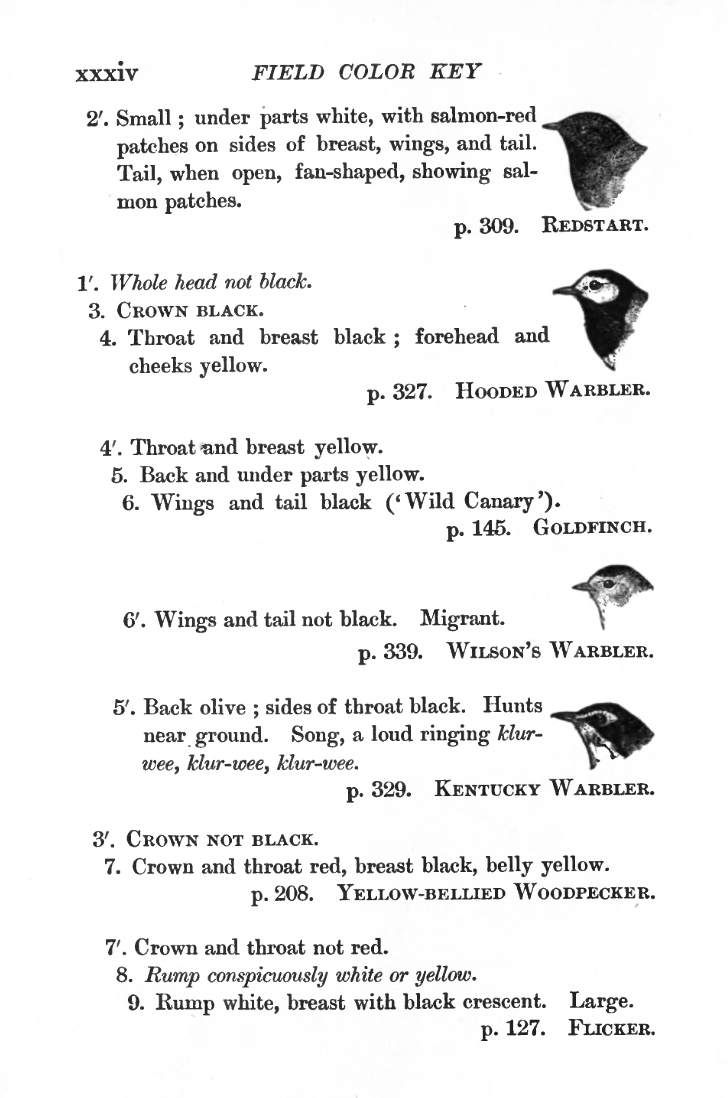
Sida ur Birds of Village and Field som visar en illustrerad nyckel för att identifiera fåglar.

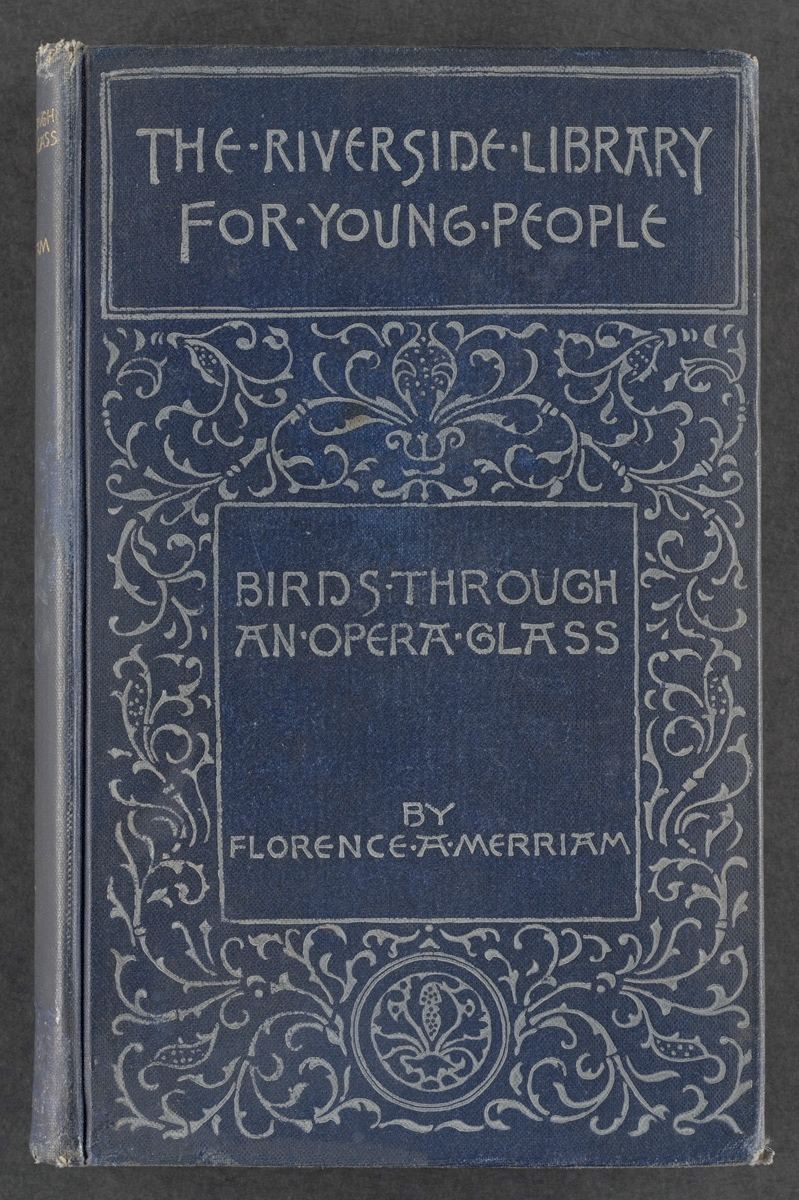
Florence Merriams banbrytande fågelbok Birds through an opera glass från 1890.

När Merriam Bailey var 26 år gammal och fortfarande student gav hon ut sin första bok, Birds Through an Opera-Glass som samlade en rad artiklar hon skrivit och tidigare publicerat i Audubon Magazine. Boken fokuserar på studiet av levande fåglar och omskrivs idag ofta som den första moderna fälthandboken för fågelskådare. Boken, som är tillräckligt behändig för att kunna ta med sig ut, beskriver 70 vanliga arter i Nordamerika, främst från östkusten, och riktade sig uttryckligen till kvinnor och unga läsare. Men boken kom att få en mycket större spridning och betydelse.
År 1889 gjorde hon tillsammans med sin familj sin första av flera resor genom västra USA för att besöka sin farbror; majoren Gustavus French Merriam på hans gård "Twin Oaks" San Diego County, Kalifornien. Ett syfte med resan var att Kaliforniens torra luft skulle vara bra för Merriam Baileys hälsa. Det är troligt att hon led av tuberkulos, även om hennes sjukdom aldrig formellt diagnostiserades. Några år senare reste hon till Utah och Arizona tillsammans med ornitologen Olive Thorne Miller. Hon beskrev detta i boken My Summer in a Mormon Village vilket till skillnad från hennes fågelorienterade texter, istället får kategoriseras som en reseberättelse. Hennes andra resa till Twin Oaks, där hon med kikare studerade fåglar från hästryggen, resulterade i boken A-Birding on a Bronco. Detta var hennes första bok som illustrerades av Louis Agassiz Fuertes som senare skulle komma att bli en av USA:s främsta fågelmålare. Vid återkomster från västra USA bosatte sig Merriam Bailey tillsammans med sin bror C. Hart i Washington, DC, där hon arbetade för att organisera lokalavdelningar för Women's National Science Club.

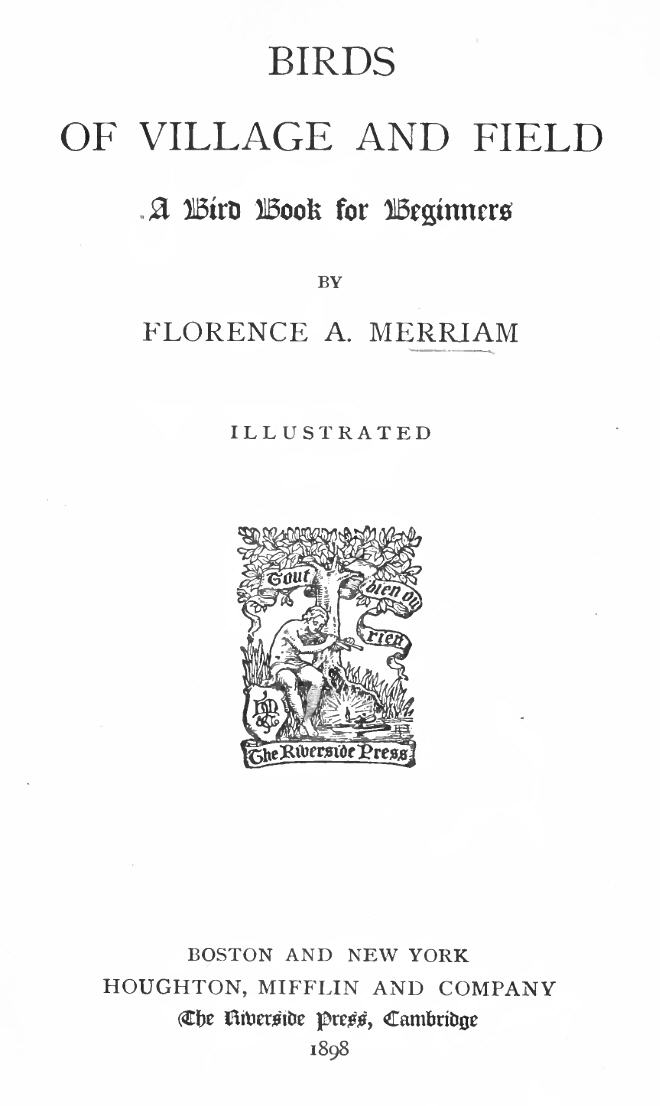
Omslaget till Birds of Village and field.

1898 gav Merriam Bailey ut sin andra mer omfattande fältguide, Birds of Village and Field, som omfattade mer än 150 arter och som även den riktade sig till nybörjare. Denna bok var mindre essäistisk än hennes tidigare fältguide och innehöll istället illustrerade bestämningsnycklar.
Den 8 december 1899 gifte hon sig med Vernon Bailey, chef för fältstudier vid United States Bureau of Biological Survey och kollega med C. Hart. Paret flyttade in på 1834 Kalorama Road, N.W., i grannskapet Adams Morgan i Washington. Bland de som besökte hemmet fanns naturvetaren och uppfinnaren Clarence Birdseye och botanisten Alice Eastwood. Konstnären Charles R. Knight, känd för sitt naturmåleri, skapade en målning av en vilande tiger till parets bibliotek. De var även goda vänner med naturvetarparet Margaret "Mardy" Murie och Olaus Murie, vilka regelbundet besökte dem i hemmet i Washington.
Merriam Baileys nästa bedrift var ett stort arbete om ornitologi som kompletterade Frank Chapmans Handbook of Birds of the Eastern United States. Utifrån de bästa tillgängliga texterna, studier av specimen med assistans från Robert Ridgway vid Smithsonian Institution, 600 illustrationer från en mängd olika källor och sitt eget fältarbete, publicerade hon 1902 Handbook of Birds of the Western United States. Under mer än 50 år var detta ett standardverk inom regional ornitologi. Till skillnad från senare liknande verk innehåller den ingående information om fåglars beteende, bland annat häckning, födosökning och läten. Men till skillnad från hennes tidigare populärt skrivna fältguider så var detta arbete mer traditionellt ornitologiskt.
Paret Merriam Bailey reste mycket och tillsammans uppmuntrade de många unga att börja studera naturvetenskap. Under de kommande tre decennierna studerade Florence och Vernon djurlivet i merparten av västra USA. 1907 var de i södra Kalifornien, 1909, 1912 och 1916 var Florence Merriam Bailey i North Dakota, 1914 i kustområdena i Oregon och 1917 i Glacier National Park. Den senare resan och fältstudierna där resulterade i verket Wild Animals of Glacier National Park som paret gav ut tillsammans 1918.
Parets första betydande fältstudier i området som då var New Mexico Territory skedde 1903. Under de tre följande somrarna reste de kors och tvärs över regionen. Tio år senare, i och med Wells Cookes död, ombads Merriam Bailey att slutföra Cookes arbete om regionens fågelliv. Utifrån sina egna fältstudier skrev hon sitt magnum opus, The Birds of New Mexico, som publicerades 1928. För verket belönades hon 1931 med William Brewster Memorial Award.
På 1890-talet hade Merriam Bailey besökt Arizonaterritoriet, både tillsammans med sin man och ensam. Under 1920-talet återvände hon vid flera tillfällen för fältstudier i vad som idag är staten Arizona. Detta arbete publicerades i Among the Birds in the Grand Canyon Country vilket blev hennes sista bok vilken gavs ut 1939 av National Park Service.
I ett minnesord jämförde Paul Oehser Florence Merriam Baileys tidiga böcker med Muirs och Burroughs, och han beskrev henne som "en av de mest litterära ornitologerna av sin tid, som kombinerar en intensiv kärlek till fåglarna och anmärkningsvärd observationsförmåga med stor skrivartalang och hög aktning för vetenskapen."
När det kom till att studera naturen förordade Florence Merriam Baileys ett stillsamt kontemplativt betraktande, något som stod i bjärt kontrast till parets till synes energiska personligheter då de under sina fältstudier gjorde milslånga vandringar eller skidturer med full packning. Hon skrev, "Odla en filosofisk anda, var nöjd med att sitta och lyssna på myrens röster. Låt de fascinerande, mystiska, förvirrande rösterna omsluta dig och håll dig lugn".
Florence Merriam Bailey dog av hjärtproblem  i Washington, D.C. den 22 september 1948. Hon är begravd på kyrkogården Old Merriam Home i Locust Grove, New York.

## Ornitologi- och författargärning
Florence Merriam Bailey tillförde flera nya aspekter till ornitologin och fälthandböckerna. I sitt sätt att skriva lutade hon sig mot språkets möjligheter att verkligen beskriva fåglars detaljer, personligheter och väsen. För det andra skildrade hon sina erfarenheter och observationer i fält. Hennes praktik utgick från de levande fåglarna. För det tredje lyfte hon fram artbestämningen hos varje fågel och ambitionen att precisera det specifika. För det fjärde breddade hon ornitologin så att fler än bara välbeställda herrar började intressera sig för att studera fåglar i fält. Hon var även en av grundarna till lokalavdelning av Audubon Society i District of Columbia.
Huruvida Birds Through an Opera-Glass från 1890 verkligen är världens första handbok för att identifiera fåglar i fält är en definitionsfråga. Exempelvis hade Thomas Bewick liknande ambitioner med tvåbandsverk A History of British Birds från 1804 och även Thomas Nuttalls tvåbandsverk Manual of Ornithology of the United States and Canada från 1834, men ingen av dessa var tillräckligt behändiga att kunna ta med ut i fält. Den bok som ofta definieras som den första moderna fälthandboken är Roger Tory Petersons A Field Guide to the Birds som första gången gavs ut 1934.

## Erkännande
Merriam Bailey blev 1885 den första invalda kvinnan i American Ornithologists' Union, något hon nominerades till av sin bror C. Hart., deras första kvinnliga "fellow" 1929 och den första kvinnan att 1931 tilldelas deras William Brewster Memorial Award, som hon fick för sitt arbete med Birds of New Mexico. 1933 blev hon utnämnd till hedersdoktor vid University of New Mexico. 1908 namngav Joseph Grinnell underarten baileyae av bergtita efter henne. År 1992 namngav Oregon Geographic Names Board ett berg med namnet Mount Bailey, som ingår i Cascade Range, södra Oregon. Detta för att hedra henne och hennes man.